# Family One
Family One est un chœur gospel français, composé de membres de la fondation Apprentis d'Auteuil. Les chanteurs comptent à leur actif cinq albums studio et se sont produits dans des lieux tels que le Trianon, L'Européen, Bercy, l'Opéra de Lyon, le Stade de France, etc. Ils ont participé à l’enregistrement des bandes son des films Attila Marcel de Sylvain Chaumet et Mes héros d'Éric Besnard. Ils ont aussi participé à l'enregistrement de l'album Glory ! avec Franck Sitbon.

## Biographie

### Débuts (2000—2003)
Le chœur gospel est formé en 2000 dans le cadre d’un programme éducatif par les arts du spectacle s’inscrivant dans la pédagogie de la fondation Apprentis d'Auteuil,. Family One est composé d'une vingtaine de chanteurs que Charles Dumas, le directeur de ce service et l’initiateur de ce projet, réunit chaque semaine pour perfectionner leur technique. Forts de leurs propres expériences, ils ont aussi à cœur de transmettre ce qu’ils ont reçu à d’autres, que ce soit dans la technique ou dans les valeurs qui les ont construits. Family One a un répertoire gospel mais se tourne aussi vers d'autres sonorités telles que la soul, le jazz et la pop.

### Premiers albums (2006—2011)
Sous le nom Chœur Gospel des Jeunes de la Fondation d'Auteuil, ils enregistrent leur premier album Suis la lumière, sorti en 2006, et font une première tournée. L'album se vend à plus de 10 000 exemplaires. 
Leur répertoire s'enrichit et les cours de chant leur permettent d'enregistrer Vivre ensemble. Sorti en 2007, ce deuxième album est beaucoup plus technique que le premier. Il s'ensuit une longue période de tournée qui les fait devenir une référence sur la scène chrétienne. Ils se produisent notamment dans des salles prestigieuses comme le Trianon, le Théâtre de l'Européen, le Palais omnisports de Paris-Bercy, l'Opéra de Lyon, le stade de France, la salle Gaveau, parfois avec des artistes comme Mika ou Craig Adams. Ils participent aussi aux bandes originales des films Mes héros d’Éric Besnard et « Attila Marcel » de Sylvain Chomet. Charles Dumas répond à une demande de la fondation d'Auteuil : produire un album de chants de louange interprétés par les jeunes d'Arts et Loisirs. Cet album distribué par Bayard musique regroupe donc de jeunes chanteurs venus de Paris, Lyon, Strasbourg, Nantes, Lille, Rouen et Namur (Belgique) ainsi que Family One.

### Continuité (depuis 2012)
À la suite du succès de l'album Fraternité, Family One est appelé à participer à l'enregistrement l'album de gospel traditionnel Glory! avec The Joshua's Brothers, constitué de trois musiciens français. Il s'en suivra une relation d'amitié et de nombreuses collaborations avec le chanteur et pianiste Franck Sitbon notamment lors de concerts. 
Ils font plus tard la rencontre de Ulysses Owens Jr., un des musiciens de jazz les plus renommés, récompensé par deux Grammy Awards, et à l'origine de la fondation Don't Miss a Beat à Jacksonville, en Floride. Ulysses invite Family One à venir à New York, afin d'enregistrer un album de 11 titres écrits par Charles Dumas. L'album, intitulé Fill My Dreams et sorti en 2013, sera enregistré au Bunker Studio de Brooklyn, New York, et mixé par Dave Darlington à Manhattan. Les morceaux ont été interprétés par des musiciens locaux tels que : David Rosenthal (guitare), André Danek (piano), George Farmer (basse), Michael Dease (trombone), Jaleel Shaw (saxophone), Tatum Greenblatt (trompette), Jody Redhage (violoncelle), Christiana Liberis et Alex L Weill (violons) et Ulysses Owens Jr (batterie). Les chanteurs Jennie Harney et Aundreus Patterson sont également invités à chanter sur deux titres. Quelques jours plus tard, ils se produisent sur la scène mythique de l'Apollo Theater à Harlem et en la salle Pleyel à Paris dès leur retour en France.
En novembre 2019, Family One ouvre une soirée dans le 12e arrondissement de Paris.

## Discographie
- 2006 : Suis la lumière (Apprentis d'Auteuil)
- 2007 : Vivre ensemble (Première Partie)
- 2011 : Fraternité (Bayard Musique)
- 2012 : Glory (Bayard Musique)
- 2013 : Fill My Dreams (Première Partie)